# Stazione di Pontebba
La stazione di Pontebba è una stazione ferroviaria della linea Pontebbana.

## Storia
La stazione italiana di Pontebba venne inaugurata il 25 luglio 1879, quando venne aperto il tratto che la collegava con la stazione di Chiusaforte, provenendo da Udine. Qualche mese più tardi, l'11 ottobre 1879, venne completato il tratto ferroviario da Pontefel (il villaggio allora in territorio austroungarico) a Tarvisio.
L'attuale stazione di Pontebba, è l'originaria stazione di Pontafel e fu stazione di confine fino al 1918. La stazione italiana di Pontebba era invece posta a sud del torrente Pontebbana (che segnava il confine), sulla strada che ancora oggi porta il nome di viale Stazione.
Negli anni sessanta del XX secolo la ferrovia Pontebbana fu interessata da lavori di potenziamento; nella stazione di Pontebba il fascio merci venne ampliato fino a raddoppiarne la capacità, e venne eretto un nuovo fabbricato viaggiatori. I nuovi impianti furono inaugurati nel novembre 1969. Questi lavori erano figli del fatto che la stazione di confine di Tarvisio non disponeva di spazi sufficienti per effettuare le operazioni doganali tipiche di una linea di confine. Anche gran parte delle operazioni di smistamento dei treni merci venivano svolte in questo impianto.
La odierna conformazione del piano binari tuttavia è costituita da soli 4 binari per il servizio passeggeri mentre tutto il restante fascio merci con annessi tronchi di ricovero e manovra è stato smantellato e ora in stato di degrado.

## Movimento

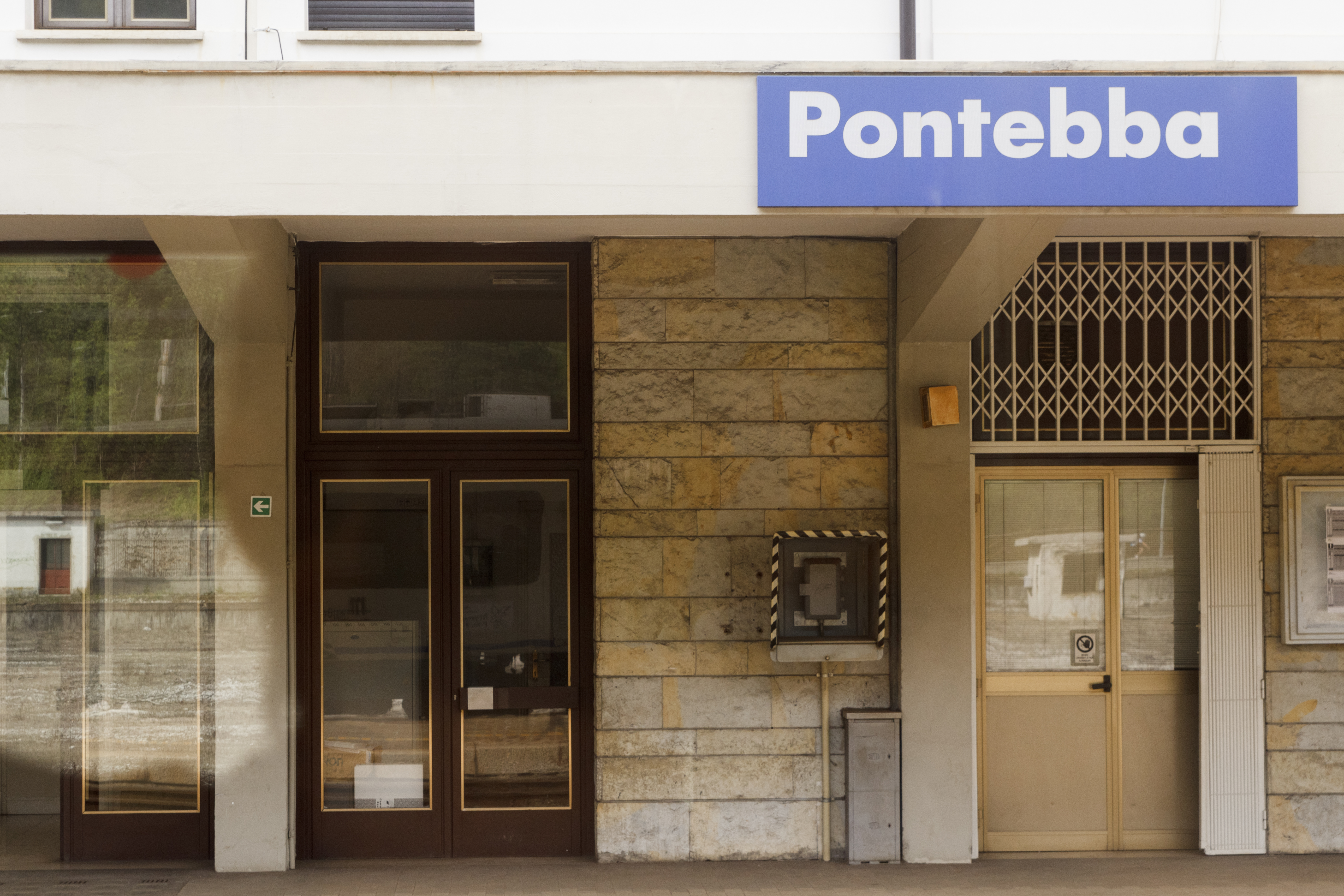
La stazione vista da un treno in transito

La stazione è servita da treni regionali svolti da Trenitalia nell'ambito del contratto di servizio stipulato con le Regioni interessate, nonché dagli autobus del servizio integrato Udine-Tarvisio e da servizi della Società Ferrovie Udine-Cividale (FUC).

## Servizi
La stazione dispone dei seguenti servizi:
- Sala di attesa
- Servizi igienici

## Interscambi
- Fermata autobus